# Kike Boula
Kike, właśc. Enrique Boula Senobua (ur. 17 lipca 1993 w Malabo) – gwinejski piłkarz grający na pozycji prawego prawoskrzydłowego. Od 2022 jest zawodnikiem klubu Atlético Porcuna.

## Kariera klubowa
Swoją karierę piłkarską Kike rozpoczął w klubie UD Almería. W 2011 roku został zawodnikiem zespołu rezerw. 17 marca 2012 zadebiutował w nich w Segunda División B w przegranym 0:4 domowym meczu z Cádizem. W rezerwach Almerii grał przez dwa sezony.
W 2013 roku Kike przeszedł do RCD Mallorca. W sezonie 2013/2014 awansował z rezerwami z Tercera División do Segunda División B. Zawodnikiem Mallorki B był do końca sezonu 2014/2015.
Latem 2015 Kike został zawodnikiem Linares Deportivo. Swój debiut w nim zaliczył 22 sierpnia 2015 w wygranym 1:0 wyjazdowym meczu z FC Cartagena.
W sezonie 2016/2017 Kike grał w PGS Kissamikos, a latem 2017 trafił do AO Ksanti. Następnie grał w Ermisie Aradipu (2019-2020) i Futuro Kings FC (2020-2022), z którym wywalczył wicemistrzostwo Gwinei Równikowej w sezonie 2021/2022. W 2022 przeszedł do Atlético Porcuna.
| Sezon   | Klub              | Kraj             | Rozgrywki                 | Mecze | Gole |
| ------- | ----------------- | ---------------- | ------------------------- | ----- | ---- |
| 2011/12 | UD Almería B      | Hiszpania        | Segunda División B        | 3     | 0    |
| 2012/13 | UD Almería B      | Hiszpania        | Segunda División B        | 24    | 0    |
| 2013/14 | RCD Mallorca B    | Hiszpania        | Tercera División          | 15    | 2    |
| 2014/15 | RCD Mallorca B    | Hiszpania        | Segunda División B        | 26    | 3    |
| 2015/16 | Linares Deportivo | Hiszpania        | Segunda División B        | 28    | 2    |
| 2016/17 | PGS Kissamikos    | Grecja           | Football League           | 24    | 2    |
| 2017/18 | AO Ksanti         | Grecja           | Superleague Ellada        | 19    | 0    |
| 2018/19 | AO Ksanti         | Grecja           | Superleague Ellada        | 8     | 0    |
| 2018/19 | Ermis Aradipu     | Cypr             | Protathlima A’ Kategorias | 13    | 3    |
| 2019/20 | Ermis Aradipu     | Cypr             | Protathlima B’ Kategorias | 17    | 2    |
| 2020    | Futuro Kings FC   | Gwinea Równikowa | Primera División          | ?     | ?    |
| 2021/22 | Futuro Kings FC   | Gwinea Równikowa | Primera División          | ?     | ?    |
| 2022/23 | Atlético Porcuna  | Hiszpania        | Tercera Andalucia         | ?     | ?    |

## Kariera reprezentacyjna
W reprezentacji Gwinei Równikowej Kike zadebiutował 7 stycznia 2015 w zremisowanym 1:1 towarzyskim meczu z Republiką Zielonego Przylądka. W 2015 roku został powołany do kadry na Puchar Narodów Afryki 2015. Na tym turnieju był podstawowym zawodnikiem i rozegrał sześć spotkań: z Kongiem (1:1), z Burkina Faso (0:0), z Gabonem (2:0), ćwierćfinałowe z Tunezją (2:1), półfinałowe z Ghaną (0:3) i o 3. miejsce z Demokratyczną Republiką Konga (0:0, k. 2:4). Z Gwineą Równikową zajął 4. miejsce.